# دو روی (دهانه)
دو روی یک دهانه برخوردی در ماه‌ است.